# Папа Момар Діоп
Папа Момар Діоп (фр. Papa Momar Diop) — сенегальський історик та дипломат. Постійний представник Сенегалу при ЮНЕСКО (2008—2012). Віцепрезидент Міжнародного консультативного комітету «Пам'ять світу» (IACMoW) (2015—2021). Президент Регіонального комітету африканської пам'яті світу (ARCMoW) (з 2021).

## Життєпис
Викладав архівознавство, історію архівів та доколоніальних африканських установ у Школі бібліотекарів-архівістів та бібліотекарів в Університеті Шейха Анти Діопа в Дакарі.
З січня 2005 року по листопад 2008 року — директор Національного архіву Сенегалу.
З 20 листопада 2008 року по 31 грудня 2012 року — Постійний представник Сенегалу при ЮНЕСКО.
29 липня 2014 року пані Ірина Бокова, Генеральний директор ЮНЕСКО, призначає його до складу Міжнародної комісії з присудження премії ЮНЕСКО імені Уфуе-Буаньї за дослідження проблем миру;
З 21 травня 2015 р. член Міжнародного консультативного комітету «Пам'ять світу» (IACMoW).
4 жовтня 2015 року під час дванадцятої сесії IACMoW, що проходила в Абу-Дабі, його обрали віце-президентом.
28 травня 2021 року він був обраний президентом Регіонального комітету африканської пам'яті світу (ARCMoW).